# Gachalá

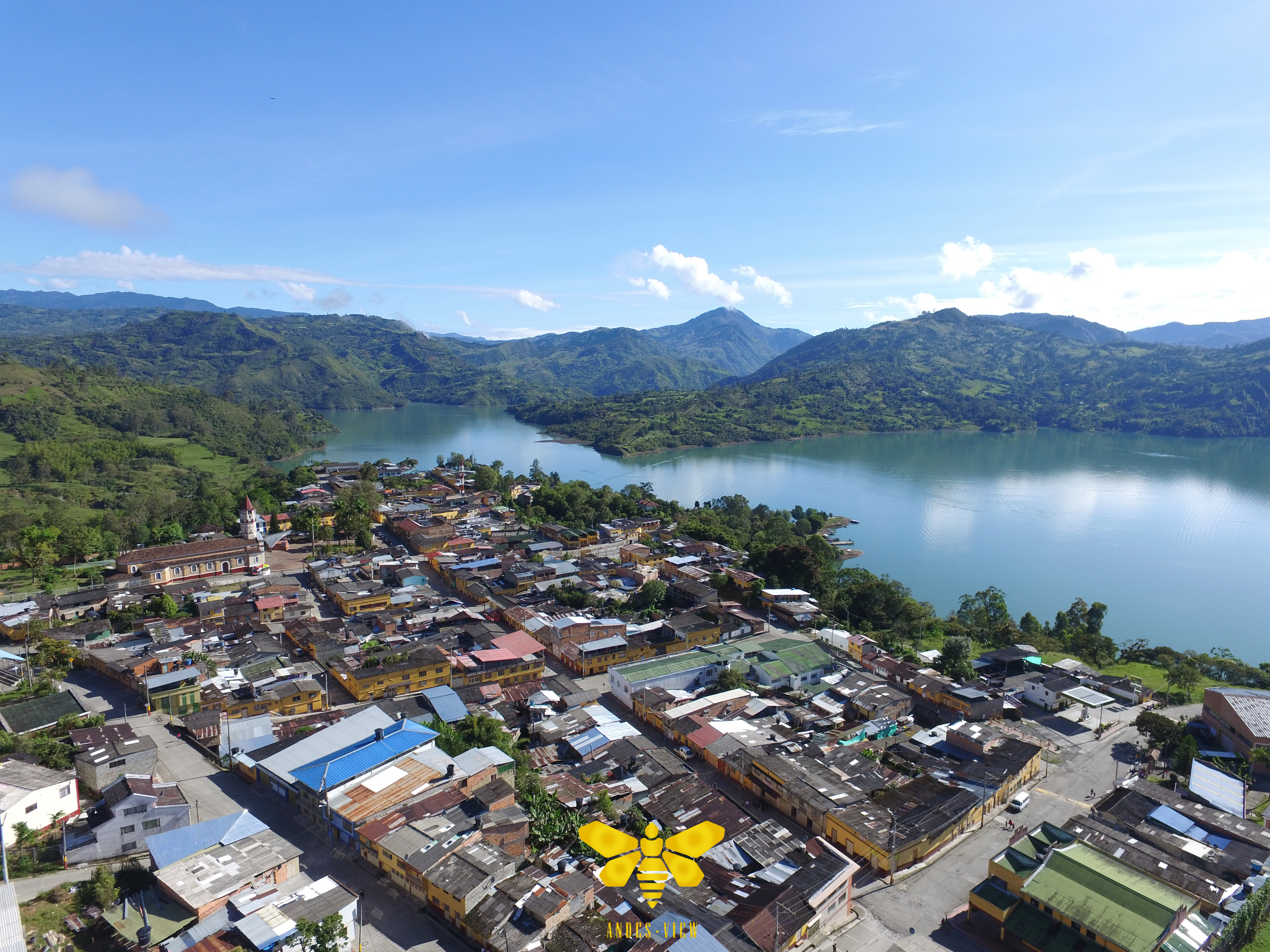
Panorámica aérea del municipio

Gachalá es un municipio colombiano del departamento de Cundinamarca (Provincia del Guavio) a 120 km al este de Bogotá.

## Toponimia

### Origen lingüístico[3]
- Familia lingüística: Chibcha
- Lengua: Muysccubun

### Significado
El topónimo «Gachalá», en idioma muisca significa «Vasija de Barro de la Noche», o «Derrota de la Noche». Gentilicio: Gachaluno(a). Gachalá presenta los vocablos gacha "llaga", "vasija grande de forma cónica que sirve para cocinar aguasal y producir sal en terrones", ga "detrás, cuesta", cha "yo", "varón", la "lugar, sitio".

### Origen / Motivación
Nombre dado cuando se fundó el poblado de blancos juntos con vecinos de las haciendas cercanas, que se ha mantenido a lo largo de la historia. El nombre tiene relación con la actividad de sus aborígenes, quienes elaborabann vasijas de barro.

## División Político-Administrativa
Además de su Cabecera municipal. Gachalá tiene bajo su jurisdicción los siguientes Centros poblados:
- Palomas
- Santa Rita del Río Negro

## Historia
A comienzos del siglo XVII la región del Guavio pertenecía al cacique Guatavita por Real cédula del 14 de septiembre de 1548 se dieron en encomienda el mariscal Hernán Venegas Carrillo los pueblos indios desde Guatavita hasta el Valle del Gacheta pasando por los dominios de los Chíos y Mámbitas hasta el río Guacavía. Las tierras que comprendían una lengua de tierra desde la Mesa del Guavio hasta el río Murca se ampararon a los indios Chíos por don Diego de Córdoba presidente que fue de ese reino en 1704, añofue abandonada por sus pobladores por considerarlo estéril y demasiado montañoso, al cual se trasladaron a Mambita por la rentabilidad de las minas de sal. 
A finales del siglo XVIII y principios del XIX, ocho lotes empiezan a subdividirse, siendo comprados por familias llegadas de diferentes regiones. De esta manera se conformaron las haciendas de: Montecristo, Santa Catalina, Murca, San Pedro y los Naranjos, Vega de San Juan, El Guadual, Sinaí, El Diamante, Guacamayas, Guavio y Tena. La fundación es atribuida al padre Mariano de Mendoza y Bueno, quien solicitó al virrey Antonio Amar y Borbón la donación de estas tierras con el propósito de fundar la población. Seis años más tarde, por decreto del 22 de febrero de 1810, decide elevar a Gachalá a la categoría de parroquia y ordena librar el título correspondiente. Otra versión indica que el Presbítero José Ignacio de la Barrera como fundador de la población en 1819. De todos modos, para 1999, se institucionalizó el 22 de febrero como el día de su fundación, mediante Decreto No.005 de la Alcaldía Municipal de Gachalá, mediante el gobierno del señor Pedro Antonio Rodríguez Rojas.
El 12 de septiembre de 1814 el alcalde levantó el padrón de vecinos, que dio 122 cabezas de familia con un total de 603 blancos. Durante la secesión del virreinato neogranadino con España, cae prisionero y fusilado el sargento José Chunza, que procedía de Sopó en 1818. El 9 de abril de 1847, en la Villa de Guatavita, se verificó el remate de las tierras del resguardo indígena de Gachalá dividiéndose en los siguientes lotes: Cabuyal, Tena, Guadual, Guarumal y Escobal. En desarrollo de la Ordenanza n.º 28 de 16 de enero de 1856 de la Cámara Provincial del Bogotá, el gobernador Pedro Gutiérrez Lee contrató el 27 de junio con Pastor Ospina por 25 años el arreglo y conservación del camino de Gachalá a Medina. En mayo de 1883 se abrió licitación para dar en arrendamiento las minas de azufre de Gachalá. Por contrato de 3 de junio de 1890 se entregaron a los concesionarios Rafael Parada y Alberto Caicedo. 
El 19 de agosto de 1904 la Nación arrendó a Ricardo de la Parra por cinco años a partir de la entrega, la mina de azufre en Gachalá. El 19 de febrero de 1909 el ministro de obras Nemesio Camacho presentó el proyecto de contrato con la sociedad colonial de Amberes sobreexplotación de orquídeas y resinas en las montañas de Gachalá, a 20 años, representada aquella por Cyrille Voets, quien desde la llegada al país las extraía entre los ríos Guavio y Gacacuyo, en la cordillera de Guaicaramo y el corregimiento de Santa Rosa, por lo que la explotación de minas de esmeraldas es una de las principales actividades que desarrollan en esta población. 
A partir de 1954 se han descubierto varios filones o minas de esmeraldas en la Vega de San Juan, sobre el río Guavio y hacia la zona de Murca, entre ellas Las Cruces, El Diamante, La Estrella, El Toro, El Perro, La Mula y Caño negro en las que se ocupan numerosos buscadores. El 15 de julio de 1969 la famosa esmeralda nombrada La Emilia fue hallada en la mina de las Cruces una esmeralda de 7.015 quilates, equivalente a un peso de 3 libras y cuarto, que se vendió en Bogotá por 20 millones de pesos y se conserva en el Museo de Oro del Banco de la República, el nombre se le atribuye a dos hipótesis existentes como son: en recuerdo de su descubridora o al nombre de un huracán hallado por esa época en Centroamérica. Tres años más tarde el minero Tito Daza encontró allí mismo otra de 8000 quilates, la más grande del mundo, que en Gachalá se vendió por 5 millones de pesos, luego en Bogotá por 80 y más tarde en Suiza por 120, a donde fue llevada en avión expreso y secretamente. En Gachalá se distingue con el nombre de "La Tito" en memoria de su descubridor.

## Gastronomía
Una deliciosa gallina campesina, acompañada de las arepas de maíz, consomé, yuca, arracacha con un guiso propio de nuestras campesinas es el plato más representativo del municipio. Aunque también se destaca la sopa de ruyas (pequeñas masas de harina de maíz) que se cocinan en una sopa de diversos granos, y otros ingredientes de la región. Los envueltos de maíz o mazorca, las arepas de choclo conocidas en la región como "quisbones"  la sopa de maíz pintado, los tamales gachalunos cuya contextura difiere del tamal tolimense o santadereano.  
Un plato no menos importante con gran aceptación en la comunidad la fritanga, elaborada con diversas parte del cerdo combinado con otro tipo de alimentos e ingredientes. En fin hay una variedad de opciones para degustar. la mayoría de la cocina gachaluna se basa en las tradiciones de la culinaria cundiboyacense, aunque en las últimas décadas por la influencia de la construcción de la hidroeléctrica del Guavio a la llegada de familias de otras regiones del país, el campo culinario ha tomado nuevos matices al combinar recetas de otras regiones con las tradiciones locales. La importancia de una atención al turismo en cuanto a la alimentación se refiere a planteado nuevos retos a quienes ofrecen servicios de restaurante y platos propios del país y platos de orden extranjero.